# Camillo Mandelli
Camillo Mandelli, conosciuto anche come Camillo da Calco (Olgiate Calco, 12 marzo 1873 – Sesto San Giovanni, 1956), è stato un liutaio italiano di scuola lombarda.

## Biografia
Allievo di Leandro Bisiach e di Riccardo Antoniazzi, dal 1889 al 1910 emigra ed esercita a Buenos Aires (Argentina). Tornato in Italia, prosegue l'attività fino alla morte a Sesto San Giovanni. Nella sua produzione si contano violini, viole ed in particolare violoncelli e contrabbassi di discreto valore. 